# Rally Cataluña de 1987
El Rally Cataluña de 1987, oficialmente 23.º Rally Cataluña, fue la vigesimotercera edición, la cuadragésimo segunda ronda del Campeonato de Europa de Rally y la décima de la temporada 1987 del Campeonato de España de Rally. Se celebró entre el 22 y el 24 de octubre y contó con un itinerario de veintitrés tramos.

## Clasificación final
| Pos.                 | Piloto             | Copiloto           | Automóvil               | Tiempo  | Diferencia |
| General              | General            | General            | General                 | General | General    |
| -------------------- | ------------------ | ------------------ | ----------------------- | ------- | ---------- |
| 1.                   | Dario Cerrato      | Giuseppe Cerri     | Lancia Delta HF 4WD     | 4:10.37 | -          |
| 2.                   | Josep Bassas       | Josep Autet        | BMW M3                  | 4:14.15 | +3.38      |
| 3.                   | Jesús Puras        | Tomás Aguado       | Renault 11 Turbo        | 4:19.10 | +8.33      |
| 4.                   | Guillermo Barreras | Luis Moya          | Renault 11 Turbo        | 4:20.26 | +9.49      |
| 5.                   | Salvador Servià    | Jordi Sabater      | Volkswagen Golf GTI 16V | 4:24.56 | +14.19     |
| 6.                   | Branislav Küzmič   | Janez Banič        | Renault 5 GT Turbo      | 4:32.18 | +21.41     |
| 7.                   | Josep Alsina       | Josep María Ferrer | Renault 5 GT Turbo      | 4:33.22 | +22.45     |
| 8.                   | Gustavo Trelles    | Daniel Muzio       | Renault 5 GT Turbo      | 4:33.35 | +22.58     |
| 9.                   | Francesc Ambudio   | Joaquim Anglada    | Renault 5 GT Turbo      | 4:39.32 | +28.55     |
| 10.                  | Jordi Griñó        | A. Estruch         | Peugeot 205 GTI         | 4:41.56 | +31.19     |
| Campeonato de España |                    |                    |                         |         |            |
| 1. (2.)              | Josep Bassas       | Josep Autet        | BMW M3                  | 4:14.15 | -          |
| 2. (3.)              | Jesús Puras        | Tomás Aguado       | Renault 11 Turbo        | 4:19.10 | +4.55      |
| 3. (4.)              | Guillermo Barreras | Luis Moya          | Renault 11 Turbo        | 4:20.26 | +6:11      |